# USS Caiman (SS-323)
Za druga plovila z istim imenom glejte USS Caiman.
USS Caiman (SS-323) je bila jurišna podmornica razreda balao v sestavi Vojne mornarice Združenih držav Amerike.
Leta 1972 je bila sprejeta v Turško vojno mornarico kot TCG Dumlupınar (S 339).